# جيان قروس
جيان قروس (بالفرنسية: Jean-Baptiste Louis Lel )‏ (و. 1793 – 1870 م) هو مصور، ودبلوماسي، وسياسي، ورسام، ورحالة، ورسام طبيعة ‏ فرنسي، ولد في إيفري سور سين، توفي في باريس، عن عمر يناهز 77 عاماً.

## مناصب
تولى منصب سفير فرنسا لدى المملكة المتحدة (1862–1863)
- سفير فرنسا لدى اليابان (1858–1858)
- سفير فرنسا لدى المكسيك (1831–1831)
- عضو مجلس الشيوخ في الإمبراطورية الفرنسية الثانية
- سفير.